# Heart Lake, Ontario
Heart Lake är en sjö i den kanadensiska provinsen Ontario.   Den ligger i Regional Municipality of Peel, i den sydöstra delen av landet, 400 km sydväst om huvudstaden Ottawa. Heart Lake ligger 250 meter över havet. Arean är 17,5 kvadratkilometer. Den sträcker sig 0,6 kilometer i nord-sydlig riktning, och 0,5 kilometer i öst-västlig riktning.